# Васина торта
Васина торта је торта, десерт карактеристичан за српску кухињу. Васина торта се састоји од корице која се прави од ораха и целих јаја, и која се прелива соком од цеђене поморанџе што јој даје освежавајући карактер, затим фила од ораха и млека, и на крају куваног снега од беланаца. Кувани снег од беланаца, захтева доста спретности па се ретко налази у рецептима српске кухиње и чини ову торту изазовом за спремање и даје рецепту софистициран карактер. Комбинација класичног укуса коре од ораха, са освежавајућим карактером сока од поморанџе и богатом текстуром снега од беланаца, даје овој торти јединствен укус, без паралеле у српској кухињи.
Познати кулинар Рудолф ван Вин је хвалио Васину торту, истичући да није добра само по укусу, већ и изгледа сјајно... Она у себи има специфичан карактер.

## O настанку Васине торте
Према легенди, Васина торта настала је у Параћину почетком 20. века и носи назив по Васи Чокрљану, трговцу и параћинском зету. Васина жена, Јелена, имала је тешку трудноћу и била суочена са ризиком смрти, Васа ју је одвео у Беч и пронашао најбоље лекаре који су успели да спасу и Јелену и дете. Захвална ташта, осмислила је ову софистицирану торту у Васину част.

## Галерија
- Васина торта послужена са кафом
- Васина торта послужена са кафом
- Васина торта са декорацијом од поморанџе и чоколаде
- Васина торта
- Васина торта декорисана поморанџом